# Kuhardt
Kuhardt település Németországban, Rajna-vidék-Pfalz tartományban. Lakosainak száma 1896 fő (2023. december 31.).

## Népesség
A település népességének változása:
| Lakosok száma | 1548 | 1914 | 1855 | 1916 | 1933 | 1896 |
|               | 1975 | 2017 | 2019 | 2021 | 2022 | 2023 |